# Paulo Roese
Paulo Roese (Novo Hamburgo, 14 de fevereiro de 1963) é um ex-voleibolista indoor  brasileiro, que atuou na posição de Levantador pelos clubes nacionais que representou, também na Seleção Brasileira,  quando conquistou o 4º lugar nos Jogos Olímpicos de Verão de 1988.

## Carreira
Paulo Roese jogou na equipe do Bradesco Atlântica entre 1980 a 1983. Em seguida defendeu a equipe da Sul Brasileiro de 1983 a 1984 onde foi campeão gaúcho de 1984. Retornou ao Bradesco Atlântica de 1984 a 1986 transferindo se para o Esporte Clube Banespa onde permaneceu até o ano de 1988. Em 1988 competiu pela Seleção Brasileira de Voleibol Masculino nos jogos olímpicos de 1988 onde conquistou o 4º lugar na competição.. De 1994 a 1997 jogou pela Sociedade Ginástica de Novo Hamburgo onde também foi campeão da primeira Superliga em 1994/95, com a Frangosul/Ginástica. Após esse período, Roese, um dos maiores levantadores do país, dedicou-se por um tempo aos negócios da família. Paulo Roese foi indicado pela Folha de S.Paulo como melhor jogador no fundamento defesa.
Em 2014 assume o comando do Voleisul/Paquetá Esportes como treinador  tendo se desligado do clube em 2016.